# Bateau d'Oseberg
Pour les articles homonymes, voir Oseberg.

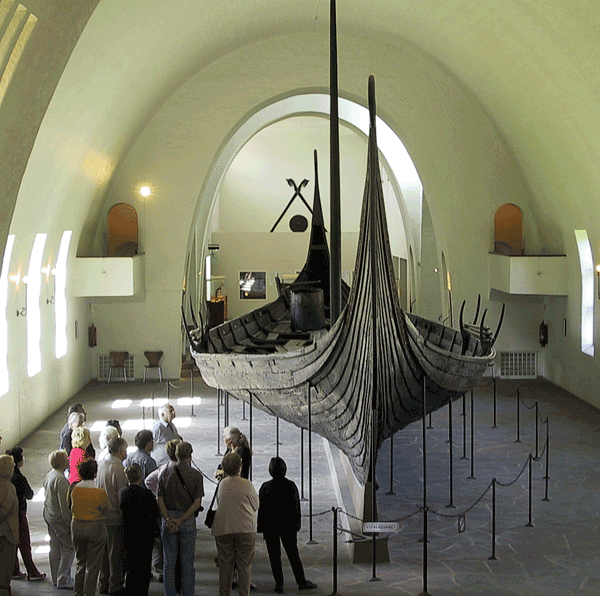
Le bateau d'Oseberg (Musée des navires vikings d'Oslo, Norvège).

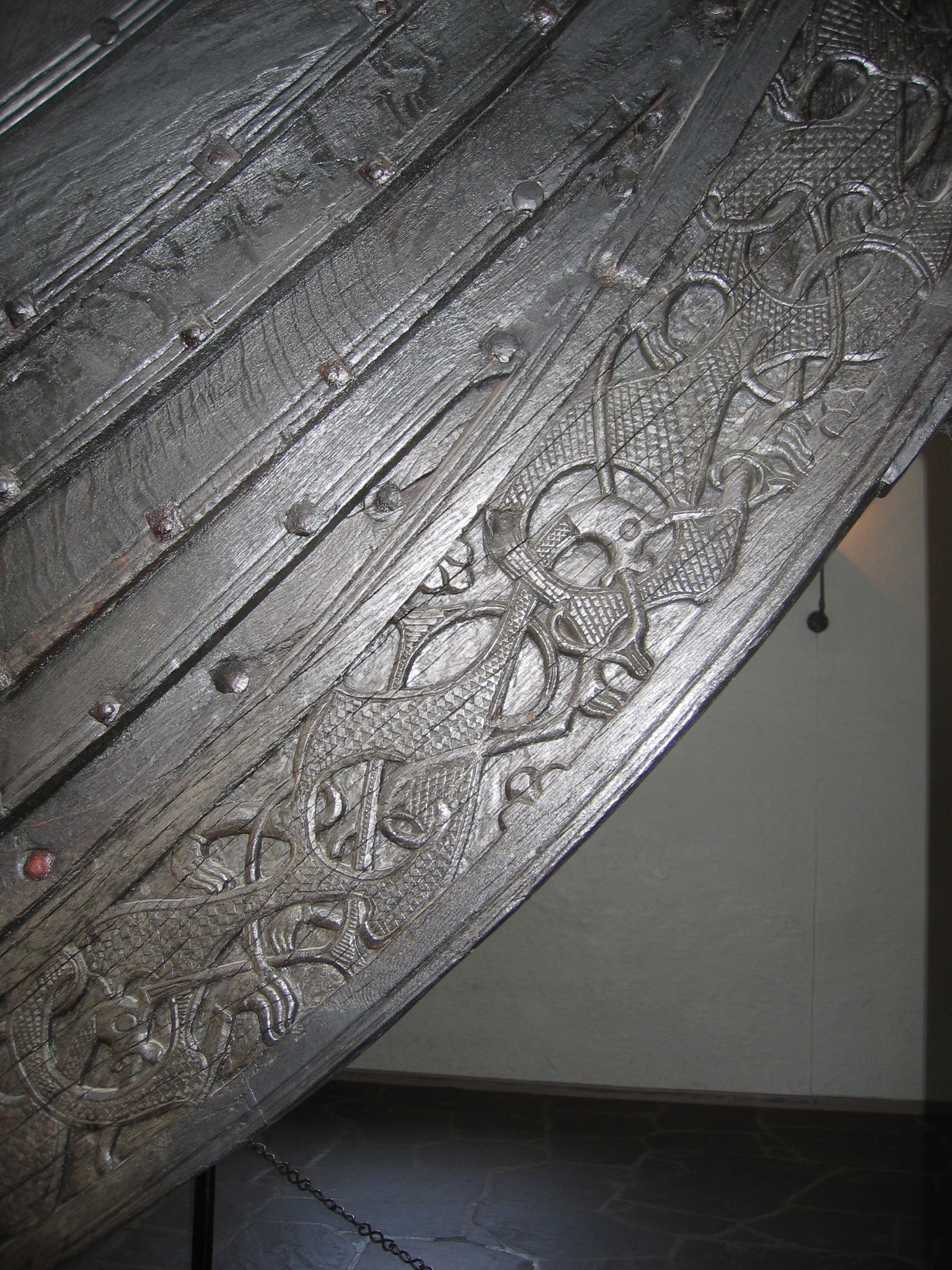
Détail du bateau d'Oseberg.

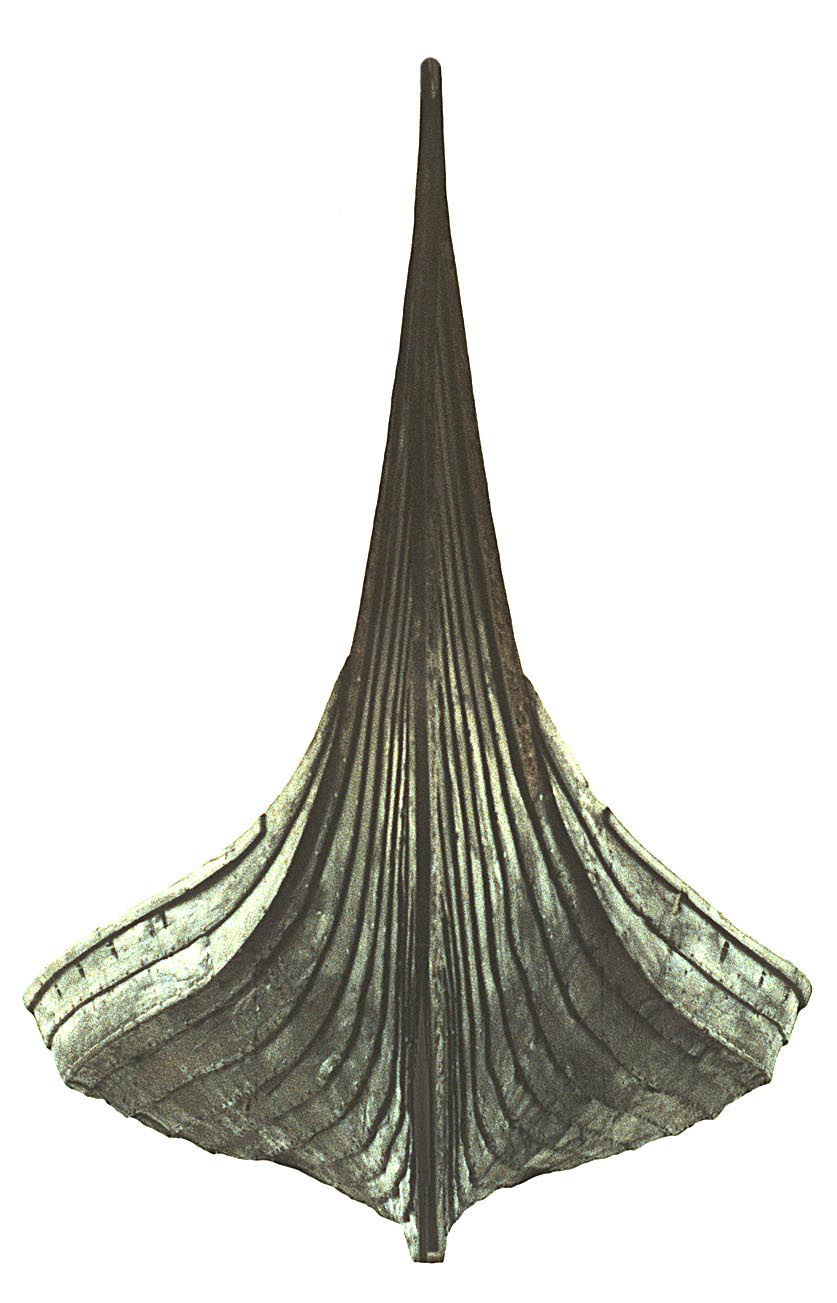
Vue de face - l'une des plus remarquables preuves de l'art nordique ainsi que de la construction de bateaux.

Le bateau d'Oseberg est un bateau tombe scandinave découvert dans un large monticule funéraire près de la ferme Oseberg, dans la région de Tønsberg dans le Vestfold en Norvège. Il a été dégagé par l'archéologue suédois Gabriel Gustafson, et l'archéologue norvégien Haakon Shetelig en 1904-1905.
Le bateau et son contenu sont visibles au musée des navires vikings d'Oslo.

## Découverte archéologique

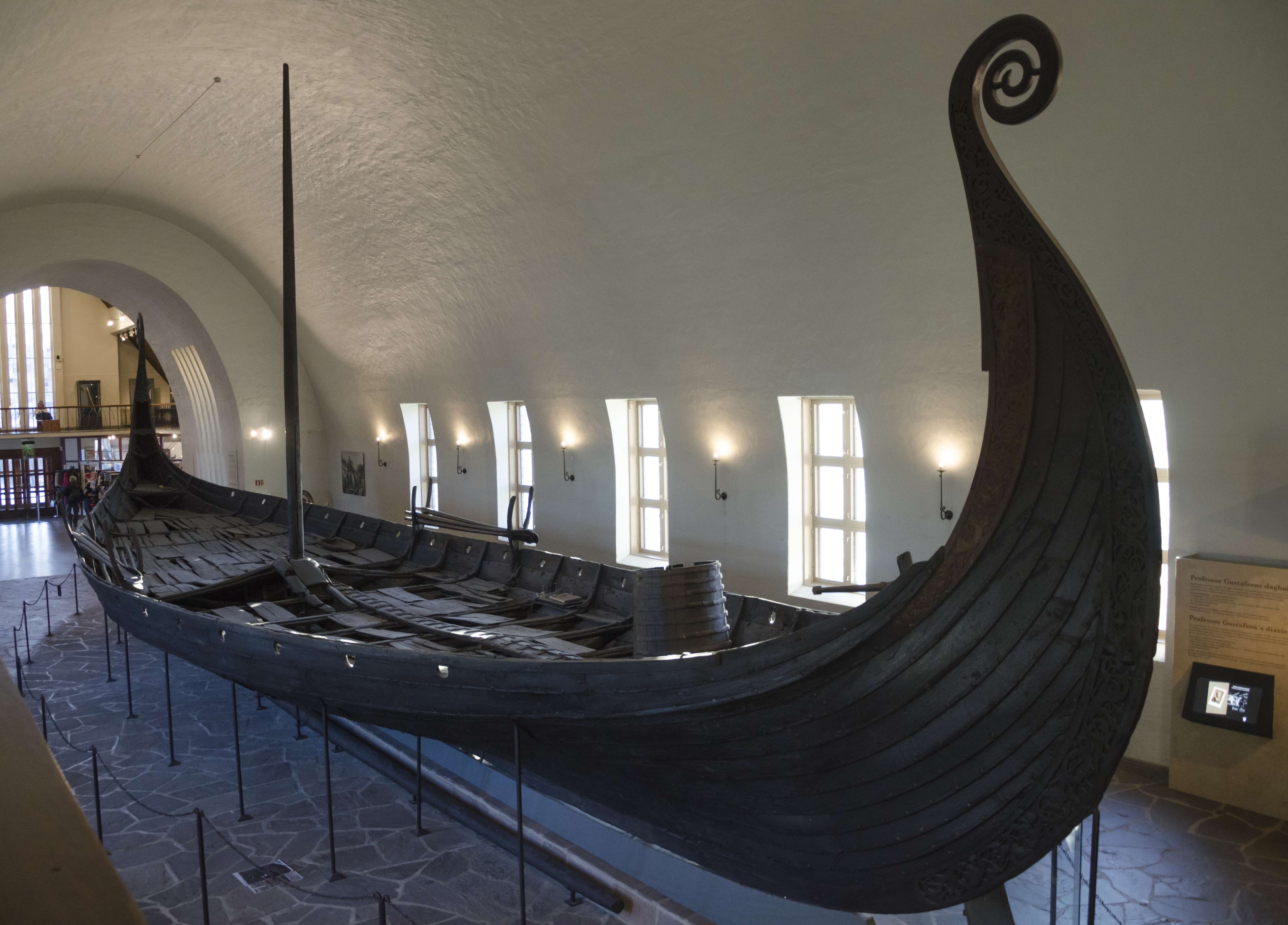
Le bateau d'Oseberg (Musée des navires vikings d'Oslo, Norvège).

### Contexte
Le propriétaire de la ferme d'Oseberg-Ødegården, Johannes Hansen, est le premier à entreprendre des travaux au niveau du tertre funéraire de 45m de diamètre. Il aurait renoncé à cause de rumeur évoquant que le tertre abrite des morts de la peste noire. Il vend par la suite sa ferme en 1903 à un propriétaire voisin, Oskar Rom, qui entreprend de creuser des tranchées afin de drainer l'eau. À l'été 1903, il découvre un fragment en bois sculpté de bateau viking rappelant la découverte du bateau de Gokstad en 1880.
Les fouilles débutent en 1904 sous la direction de Gabriel Gustafson (en), directeur du musée des Antiquités de l'Université d'Oslo. Elles mettent au jour un site archéologique dont la dimension et la richesse est considérée comme hors du commun. Le navire qui y est découvert est restauré et rejoint le musée des navires vikings d'Oslo en 1926.

### Le bateau
Il est constitué de planches clouées, presque toutes en chêne. Il fait 22 mètres de long et 5 mètres de large, avec un mât de 9 à 10 mètres approximativement. Avec une voile d'à peu près 90 m2, ce bateau pouvait atteindre une vitesse de 10 nœuds. Il pouvait accueillir jusqu'à 30 rameurs (chaque côté du navire révèle 15 trous pour les rames). Comme autres équipements on trouve notamment un large gouvernail et une ancre en fer. La proue et la poupe du navire sont sculptées de manière élaborée, dans un style qui est maintenant d'ailleurs appelé « d'Oseberg ». Le bateau a été daté de l'année 834 par dendrochronologie, et a été utilisé dans sa fonction première pendant plusieurs années avant de servir comme sépulture. Même s'il peut naviguer, le bateau reste assez frêle, ce qui laisse à penser qu'il ne devait être utilisé que pour des trajets côtiers.
La présence de ce bateau correspond à une pratique funéraire répandue chez les élites scandinaves de bateau-tombe. La pratique peut faire écho au vaisseau mythique skidbladnir, ou bien au caractère central de la pratique maritime dans la culture scandinave.

### Les squelettes
Les squelettes de deux femmes ont été trouvés dans la tombe. L'une, âgée de 60-70 ans, avait souffert d'une arthrite sévère ainsi que d'autres maladies. On a d'abord cru que la seconde était âgée de 25-30 ans, mais les analyses de ses racines dentaires ont suggéré qu'elle aurait en fait été âgée de 50-55 ans. On ne sait qui était des deux la plus importante hiérarchiquement ou, si l'une a servi de sacrifice pour accompagner l'autre dans la mort. Cependant, les analyses ultérieures démontrent que cette blessure date de plusieurs semaines avant le décès et exclue donc l'hypothèse d'un sacrifice.

### Les objets
Les deux corps sont entourés de restes d'une vingtaine d'animaux (chevaux, vache, chiens) et d'une profusion d'objets, cependant la tombe ne livre aucun bijou probablement dérobés lors de précédents pillages. Les éléments retrouvés incluent quatre traîneaux à la décoration élaborée, une voiture à cheval en bois à quatre roues richement sculptée, des pieds de lit et des coffres en bois. Quelques outils de maison et d'agriculture ont été également trouvés ainsi qu'une certaine quantité de textiles incluant des vêtements de laine, de la soie importée et des tapisseries de petite taille. La sépulture d'Oseberg est l'un des rares témoignages du textile à l'époque viking et la voiture en bois est la seule retrouvée complète jusqu'à présent.

## Identité des défuntes
L'opulence et le contenu de la tombe laissent à penser qu'il s'agit d'une personne de grande importance. L'analyse dendrochronologique des troncs dans la sépulture date l'enterrement à l'automne 834. Bien que l'identité de la femme de haut rang soit inconnue, il a été suggéré que ce soit la reine Åsa du clan Ynglingar (voir Liste des rois de Vestfold et Liste des rois de Norvège), mère de Halfdan III de Vestfold dit Le Noir, et grand-mère de Harald Ier de Norvège dit Belle chevelure. Cette théorie repose d'une part sur les sagas dynastiques, d'une autre sur l'étymologie du toponyme Oseberg et la colline d'Åsa. 
De plus, le contexte politique régional et le caractère démesuré de cette sépulture permet d'envisager qu'il s'agit bien de personnages puissants. Les autres tombes de ce type appartiennent à des élites locales et le fjord d'Oslo est une région clé du sud de la Scandinavie. Toutefois, la théorie qui relie les défuntes à la reine Åsa est bien moins soutenue au regard de l'analyse des objets qui constituent la tombe. Il pourrait s'agir de völva dédiées à un culte majeur.
La tapisserie découverte dans les objets ouvre la voie à d'autres pistes. En effet, elle met en scène une procession à laquelle prennent part des chariots démesurés tirés par des chevaux devant de petits personnages. Les couleurs rouges carmin employées dans cette tapisserie sont généralement attribuée à Freyja, chargée notamment d'accueillir dans l'au-delà des guerriers. Avec des chariots retrouvés dans la sépulture, cette tapisserie pourrait faire office d'une mise en abyme des funérailles, ou bien d'une description de la procession rituelle dans le cadre d'un culte rendu à Freyja. Le navire, conçu pour des voyages courts, pourrait être un vaisseau de culte auquel seraient directement rattachées les deux femmes.
La présence de deux femmes, et non d'une seule dépouille, est également un cas particulier. Les analyses ont permis d'identifier qu'elles partageaient un même régime alimentaire, ce qui pourrait indiquer un statut social équivalent. Cependant les analyses ADN ne sont pas concluantes à cause de l'état de dégradation des dépouilles.